# U 28 (U-Boot, 1936)
U 28 war ein deutsches U-Boot vom Typ VII A, das im Zweiten Weltkrieg von der Kriegsmarine eingesetzt wurde.

## Geschichte
Der Auftrag für das Boot wurde am 1. April 1935 an die AG Weser in Bremen vergeben. Die Kiellegung erfolgte am 4. Dezember 1935, der Stapellauf am 14. Juli 1936, die Indienststellung unter Kapitänleutnant Wilhelm Ambrosius am 12. September 1936.
Nach der Indienststellung gehörte es bis zum 31. Dezember 1939 als Kampf- bzw. Frontboot zur U-Bootsflottille „Saltzwedel“, der späteren 2. U-Flottille, in Wilhelmshaven. U 28 hatte einen Einsatz während des spanischen Bürgerkriegs vor Spanien und Portugal, wo es im Juli und August 1938 Geleit- und Tauchübungen unternahm.
Bei der Neugliederung der U-Flottillen kam U 28 als Frontboot zur 2. U-Flottille in Wilhelmshaven. Danach gehörte es als Schulboot vom 10. November 1940 bis zum 30. November 1943 zur 24. U-Flottille in Memel, bevor es bis zu seiner Außerdienststellung am 4. August 1944 zur 22. U-Flottille der 2. U-Lehrdivision nach Gotenhafen kam. Nach der versehentlichen Versenkung in Neustadt am 17. März 1944, und der Außerdienststellung, wurde das Boot noch als Lehrboot (außer Dienst) bei der 3. U-Lehrdivision eingesetzt.
U 28 unternahm sieben Feindfahrten auf denen 13 Schiffe mit einer Gesamttonnage von 56.272 BRT versenkt und zwei Schiffe mit insgesamt 10.067 BRT beschädigt wurden.

## Einsatzstatistik

### Erste Feindfahrt
Das Boot lief am 19. August 1939 um 8:00 Uhr von Wilhelmshaven aus und am 29. September 1939 um 8:00 Uhr wieder dort ein. Auf dieser 41 Tage dauernden Unternehmung in den Nordatlantik, westlich von Irland und in der Irischen See wurde ein Schiff mit 4.955 BRT versenkt. Nach dieser Feindfahrt ging U 28 bis zum 7. November 1939 zur Überholung der Maschinen in die Werft.
- 14. September 1939: Versenkung des britischen Tankers Vancouver City (Lage) mit 4.955 BRT. Der Tanker wurde durch einen Torpedo versenkt. Es hatte Zucker geladen und befand sich auf dem Weg von Suva nach Großbritannien. Es gab drei Tote und 30 Überlebende.

### Zweite Feindfahrt
Das Boot lief am 8. November 1939 um 14:00 Uhr von Wilhelmshaven aus und am 18. Dezember 1939 um 8:30 Uhr wieder dort ein. Auf dieser 40 Tage dauernden Unternehmung im Nordatlantik und einer Minenunternehmung in der Swansea-Bucht, bei der auch zwölf Minen gelegt wurden, wurden drei Schiffe mit insgesamt 19.854 BRT versenkt.
- 17. November 1939: Versenkung des niederländischen Tankers Sliedrecht mit 5.133 BRT. Der Tanker wurde durch einen Torpedo versenkt. Er hatte 6.600 t Gasöl, Kerosin und Leichtbenzin geladen und war auf dem Weg von Abadan über Kirkwall nach Trondheim. Es war ein Totalverlust mit 26 Toten.
- 25. November 1939: Versenkung des britischen Dampfers Royston Grange (Lage) mit 5.144 BRT. Der Dampfer wurde durch einen Torpedo versenkt. Er hatte Frachtgut und Getreide geladen und befand sich auf dem Weg von Buenos Aires über Freetown nach Liverpool. Das Schiff gehörte zum aufgelösten Konvoi SL-8 mit 28 Schiffen. Es gab keine Toten.
- 21. Januar 1940: Versenkung des britischen Dampfers Protesilaus mit 9.577 BRT. Der Dampfer wurde durch eine Mine versenkt.

### Dritte Feindfahrt
Das Boot lief nach Probefahrten und Tieftauchversuchen am 11. Februar 1940 um 12:00 Uhr zusammen mit U 29 von Helgoland aus. Jedoch rammte U 29 das Boot dabei unabsichtlich und beschädigte dessen Tauchzellen. Die Feindfahrt wurde umgehend abgebrochen und U 28 kehrte nach Helgoland zurück. Da dort aber das nötige Material fehlte, musste U 28 zurück nach Wilhelmshaven.

### Vierte Feindfahrt
Das Boot lief am 18. Februar 1940 um 8:00 Uhr von Wilhelmshaven aus und am 23. März 1940 um 8:30 Uhr wieder dort ein. Auf dieser 34 Tage dauernden Unternehmung im Nordatlantik und dem Ärmelkanal, bei der auch acht Minen vor Portsmouth gelegt wurden, wurden zwei Schiffe mit insgesamt 11.215 BRT versenkt.
- 9. März 1940: Versenkung des griechischen Dampfers P. Margaronis mit 4.979 BRT. Der Dampfer wurde durch einen Torpedo versenkt. Er fuhr in Ballast und befand sich auf dem Weg von Antwerpen nach Kanada. Es war ein Totalverlust mit 30 Toten.
- 11. März 1940: Versenkung des niederländischen Tankers Eulota (Lage) mit 6.236 BRT. Der Tanker wurde durch einen Torpedo versenkt. Es fuhr in Ballast und war auf dem Weg von Pernis nach Curaçao. Es gab keine Toten, 42 Überlebende.

### Fünfte Feindfahrt
Das Boot lief am 20. Mai 1940 um 14:00 Uhr von Wilhelmshaven aus und am 6. Juli 1940 um 14:00 Uhr wieder dort ein. Am 1. Juni 1940 musste U 28 zur Reparatur der Ölkühler und E-Maschinen in Trondheim einlaufen. Es lief am 8. Juni 1940 wieder aus. Auf dieser 41 Tage dauernden und zirka 6.700 sm langen Unternehmung im Nordatlantik, der Biscaya und westlich des Ärmelkanals wurden drei Schiffe mit insgesamt 10.303 BRT versenkt.
- 18. Juni 1940: Versenkung des finnischen Dampfers Sarmatia (Lage) mit 2.417 BRT. Der Dampfer wurde durch einen G7a-Torpedo versenkt. Er fuhr in Ballast und war auf dem Weg von Liverpool nach Sheet Harbor. Es gab keine Toten, 23 Überlebende.
- 19. Juni 1940: Versenkung des griechischen Dampfers Adamandios Georgandis (Lage) mit 3.443 BRT. Der Dampfer wurde durch zwei Torpedos versenkt. Er hatte eine unbekannte Ladung an Bord und war auf dem Weg von Rosario nach Cork. Es gab einen Toten.
- 21. Juni 1940: Versenkung des britischen Dampfers Prunella mit 4.443 BRT. Der Dampfer wurde durch zwei Torpedos versenkt. Er hatte unbekannte Fracht an Bord und könnte als U-Boot-Falle gedient haben. 13 Mann wurden gerettet.

### Sechste Feindfahrt
Das Boot lief am 11. August 1940 um 8:15 Uhr von Wilhelmshaven aus und am 17. September 1940 um 18:00 Uhr in Lorient ein. Auf dieser 38 Tage dauernden und zirka 5.000 sm langen Unternehmung im Nordatlantik und dem Nordkanal wurden vier Schiffe mit insgesamt 9.945 BRT versenkt und ein Schiff mit 4.678 BRT beschädigt. Nach dieser Feindfahrt ging U 28 bis zum 3. Oktober 1940 zu Instandsetzungsarbeiten in die Werft von Lorient.
- 27. August 1940: Versenkung des norwegischen Dampfers Eva (Lage) mit 1.599 BRT. Der Dampfer durch einen Torpedo und Artillerie versenkt. Er hatte Bauholz geladen und war auf dem Weg von Sydney nach Sharpness. Es gab einen Toten. Das Schiff gehörte zum Konvoi SC-1.
- 28. August 1940: Versenkung des britischen Dampfers Kyno (Lage) mit 3.946 BRT. Der Dampfer wurde durch einen Torpedo versenkt. Er hatte 4.400 t Stückgut geladen und befand sich auf dem Weg von New York nach Hull. Das Schiff gehörte zum Konvoi HX-66 mit 51 Schiffen. Es gab vier Tote und 33 Überlebende.
- 9. September 1940: Versenkung des britischen Dampfers Mardinian (Lage) mit 2.434 BRT. Der Dampfer wurde durch einen Torpedo versenkt. Er hatte 3.500 t Pech geladen und befand sich auf dem Weg von Trinidad nach Sydney und Methil nach London. Es gab sechs Tote und 31 Überlebende.
- 11. September 1940: Beschädigung des britischen Tankers Harpenden mit 4.678 BRT. Der Tanker wurde durch einen Torpedo beschädigt.
- 11. September 1940: Versenkung des niederländischen Dampfers Maas mit 1.966 BRT. Der Dampfer wurde durch einen Torpedo versenkt.

### Siebte Feindfahrt
Das Boot lief am 12. Oktober 1940 um 14:00 Uhr von Saint-Nazaire aus und am 15. November 1940 um 19:00 Uhr in Wilhelmshaven ein. Auf dieser 33 Tage dauernden und zirka 4.700 sm langen Unternehmung im Nordatlantik bei der Rockall Bank wurde ein Schiff mit 5.389 BRT beschädigt.
- 26. Oktober 1940: Beschädigung des britischen Dampfers Matina mit 5.389 BRT. Der Dampfer wurde durch einen Torpedo und Artillerie beschädigt.

## Verbleib
Das Boot sank wegen eines Bedienungsfehlers am 17. März 1944 an der U-Boot-Pier in Neustadt. Es wurde noch im gleichen Monat gehoben und anschließend stationär als Anschauungs- und Demonstrationsobjekt bei der 3. U-Boot-Lehrdivision verwendet. Das Boot wurde am 4. August 1944 in Neustadt außer Dienst gestellt.
- Karte mit allen Koordinaten:
- OSM |
- WikiMap